# Noorderstraat (Amsterdam)
De Noorderstraat is een straat gelegen in Amsterdam-Centrum.

## Naam en ligging
De naam verwijst naar de voormalige buurt Noordse Bos (Noortsche Bos) tussen grofweg de Reguliersgracht en de Spiegelgracht waarbij een aantal huisjes werd gebouwd van het type wevershuis ofwel "Huis van het Noortse-bos-type" naar een model van Philips Vingboons. Om deze huisje te kunnen bouwen werd hout gebruikt uit Noorwegen en Zweden. De straat is zelf naamgever van de Noorderdwarsstraat. De straat ligt meer dan een kilometer verwijderd van de Noorderkerk, waar het dus niets mee te maken heeft.
De straat begint aan de Vijzelgracht, kruist de Nieuwe Looiersdwarsstraat en de eerder genoemde Noorderdwarsstraat en eindigt op de westelijke kade van de Reguliersgracht. De straat kent in de 21e eeuw al jaren eenrichtingsverkeer.

## Bebouwing
De bebouwing laat gebouwen zien uit ver uiteenlopende stijlperioden. De wevershuisjes 4-46 dateren nog uit de tijd dat de buurt werd ingericht, terwijl de huizen met huisnummers 39A-55 uit rond 1990 stammen en daarmee een nauwelijks tien jaar oude speelplaats lieten verdwijnen. Een aantal panden is teruggerestaureerd, zo kreeg huisnummer 39 in 1975 een gerestaureerde voorgevel. Het complex op de hoek van de Reguliersgracht dateert van 1929. Vanwege de relatief vele originele bouw kent de straat een behoorlijk aantal gemeentelijke en rijksmonumenten. Een overzicht van die laatste categorie is te vinden in Lijst van rijksmonumenten in de Noorderstraat.
In de straat is geen kunst in de openbare ruimte te vinden, noch is de straat vanwege haar geringe breedte geschikt voor openbaar vervoer.